# 古德沃特 (阿拉巴马州)
古德沃特（英語：Goodwater），是美国阿拉巴马州下属的一座城市。面积约为6.49平方英里（约合16.82平方公里）。根据2010年美国人口普查，该市有人口1,475人，人口密度为227.13/平方英里（约合87.69/平方公里）。